# Постановление ГКО № ГКО-3399
Постановление Государственного Комитета Обороны № ГКО-3399 — выпущенное 20 мая 1943 года постановление «О заместителях наркома обороны», значительно сокращающее число его заместителей.
В начале Великой Отечественной войны И. Сталин занял пост наркома (в то время так назывались министры) обороны. Ввиду широкого масштаба проводимой работы (Сталин был не только наркомом обороны, но и занимал другие важные должности) и невозможности заниматься всем подробно Сталин назначил себе большое количество заместителей, специалистов по разным направлениям. Заместителями наркома стали некоторые командующие родами войск и начальники Главных управлений НКО (в том числе главный интендант РККА, начальник Главного управления формирования и укомплектования войск (Главупроформ), начальник Главного Автобронетанкового управления, начальник управления связи и др.)
К весне 1943 года общее количество заместителей наркома обороны достигло восемнадцати человек, что стало вызывать некоторые трудности в работе. Как вспоминает маршал А. М. Василевский: «Когда каждый главнокомандующий войсками Вооруженных сил и начальники многих Главных управлений стали заместителями наркома, в их действиях временами проглядывала склонность к автономным решениям. Каждый из главнокомандующих и начальников Главных управлений был, как и начальник Генштаба, в ранге заместителя наркома обороны и не всегда считался с указаниями начальника Генерального штаба, даже санкционированными Ставкой. Подобные ненормальные отношения тормозили руководство Вооруженными силами».
В результате Государственный Комитет Обороны принял постановление, согласно которому 16 заместителей народного комиссара обороны освобождались от этой должности (при этом за ними сохранялись их остальные должности) и у наркома обороны оставалось только два заместителя — первый заместитель Г. К. Жуков и заместитель по Генеральному штабу А. М. Василевский.

### Статьи в Википедии
- Государственный Комитет Обороны;
- Народный комиссариат обороны;